# Лакхимпур (округ)

Округа Ассама (18 — Лакхимпур)

Лакхимпу́р (ассам. লখিমপূৰ জিলা; англ. Lakhimpur) — округ в индийском штате Ассам. Административный центр — город Северный Лакхимпур. Площадь округа — 2277 км². По данным всеиндийской переписи 2001 года население округа составляло 889 010 человек. Уровень грамотности взрослого населения составлял 68,6 %, что немного ниже среднеиндийского уровня (59,5 %). Доля городского населения составляла 7,3 %.